# Jõesuu (Jõelähtme)
Jõesuu – wieś w Estonii, w prowincji Harju, w gminie Jõelähtme.